# Список хитов № 1 в чарте Mainstream Rock Tracks
В данный список включены хиты, которые возглавляли американский чарт Mainstream Rock Tracks журнала Billboard. Впервые хит-парад для этого жанра рок-музыки журнал опубликовал 21 марта 1981 под названием Top Tracks на основе динамики наиболее часто проигрываемых песен рок-радиостанциями США. С сентября 1984 года он назывался Top Rock Tracks, с апреля 1986 — Album Rock Tracks. С 1996 года чарт Album Rock Tracks снова сменил своё название на современное Mainstream Rock Tracks. Существует также радиочарт альтернативной и современной рок-музыки Alternative Songs (Modern Rock). Вместе с данными по всем форматам продаж (физические носители, интернет, видео) они все вместе составаляют объединённый рок-чарт Rock Songs.
Рекорд чарта (21 неделя на первом месте) был поставлен в 2000 году песней Loser группы 3 Doors Down. По числу хитов на первом месте (13) лидирует группа Van Halen.

## 1981
- март 21 — Eric Clapton — «I Can't Stand It» — 2 недели на первом месте
- апрель 4 — The Who — «You Better You Bet» — 5 недель
- май 9 — Tom Petty and the Heartbreakers — «The Waiting» — 6 недель
- июнь 20 — Joe Walsh — «A Life of Illusion» — 1 неделя
- июнь 27 — The Moody Blues — «The Voice» — 4 недели
- июль 25 — Foreigner — «Urgent» — 4 недели[4]
- август 22 — Blue Öyster Cult — «Burnin' for You» — 2 недели
- сентябрь 5 — The Rolling Stones — «Start Me Up» — 13 недель[5]
- декабрь 5 — Foreigner — «Waiting for a Girl Like You» — 1 неделя
- декабрь 12 — The Police — «Every Little Thing She Does Is Magic» — 2 недели[6]
- декабрь 26 — Quarterflash — «Harden My Heart» — 3 недели[7]

## 1982
- январь 16 — The J. Geils Band — «Centerfold» — 3 недели
- февраль 6 — Joan Jett — «I Love Rock and Roll» — 5 недель
- март 13 — Van Halen — «Oh, Pretty Woman» — 2 недели
- март 27 — Prism — «Don’t Let Him Know» — 1 неделя
- апрель 3 — Tommy Tutone — «867-5309/Jenny» — 3 недели
- апрель 24 — Asia — «Heat of the Moment» — 6 недель ↓↑
- май 29 — Scorpions — «No One Like You» — 1 неделя
- июнь 5 — Rainbow — «Stone Cold» — 1 неделя
- июнь 19 — John Mellencamp — «Hurts So Good» — 1 неделя
- июнь 26 — .38 Special — «Caught Up in You» — 1 неделя
- июль 3 — Survivor — «Eye of the Tiger» — 5 недель
- август 7 — Eddie Money — «Think I’m in Love» — 3 недели
- август 28 — Billy Squier — «Everybody Wants You» — 6 неделя
- октябрь 9 — Rush — «New World Man» — 2 недели ↓↑
- октябрь 16 — Don Henley — «Dirty Laundry» — 3 недели ↓↑
- ноябрь 13 — Peter Gabriel — «Shock the Monkey» — 2 недели
- ноябрь 27 — Men at Work — «Down Under» — 5 недель ↓↑
- декабрь 11 — Tom Petty and the Heartbreakers — «You Got Lucky» — 3 недели ↓↑

↓↑ — эти хиты несколько раз поднимались на первое место

## 1983
- январь 22 — Duran Duran — «Hungry Like the Wolf» — 3 недели
- февраль 12 — Golden Earring — «Twilight Zone» — 1 неделя
- февраль 19 — Journey — «Separate Ways (Worlds Apart)» — 4 недели
- март 19 — Def Leppard — «Photograph» — 6 недель
- апрель 30 — The Tubes — «She's a Beauty» — 5 недель
- июнь 4 — Def Leppard — «Rock of Ages» — 1 неделя
- июнь 11 — The Police — «Every Breath You Take» — 9 недель
- август 13 — Robert Plant — «Other Arms» — 1 неделя
- август 20 — Asia — «Don’t Cry» — 1 неделя
- август 27 — The Police — «King of Pain» — 5 недель ↓↑
- сентябрь 24 — Heart — «How Can I Refuse» — 1 неделя
- октябрь 8 — The Motels — «Suddenly Last Summer» — 2 недели
- октябрь 22 — Pat Benatar — «Love Is a Battlefield» — 4 недели ↓↑
- ноябрь 5 — Huey Lewis and the News — «Heart and Soul» — 1 неделя
- ноябрь 26 — Yes — «Owner of a Lonely Heart» — 4 недели
- декабрь 24 — .38 Special — «If I’d Been the One» — 4 недели

↓↑ — эти хиты несколько раз поднимались на первое место

## 2000
- январь 22 — Metallica — «No Leaf Clover» — 7 недель
- март 11 — AC/DC — «Stiff Upper Lip» — 4 недели
- апрель 8 — 3 Doors Down — «Kryptonite» 9 недель
- июнь 10 — Metallica — «I Disappear» — 7 недель ↓↑
- июль 8 — Creed — «With Arms Wide Open» — 4 недели
- август 26 — Red Hot Chili Peppers — «Californication» — 2 недели
- сентябрь 9 — 3 Doors Down — «Loser» — 21 неделя

## 2001
- февраль 3 — Godsmack — «Awake» — 1 неделя
- февраль 10 — Aerosmith — «Jaded» — 5 недель
- март 17 — Aaron Lewis of Staind with Fred Durst — «Outside» — 2 недели
- март 31 — Tantric — «Breakdown» — 1 неделя
- апрель 7 — 3 Doors Down — «Duck and Run» — 3 недели
- апрель 28 — Staind — «It's Been Awhile» — 20 недель
- сентябрь 15 — Nickelback — «How You Remind Me» — 13 недель
- декабрь 15 — Creed — «My Sacrifice» — 9 недель

## 2002
- февраль 16 — Puddle of Mudd — «Blurry» — 10 недель
- апрель 27 — Nickelback — «Too Bad» — 3 недели
- май 18 — Godsmack — «I Stand Alone» — 4 недели
- июнь 15 — Chad Kroeger & Josey Scott — «Hero» — 2 недели
- июнь 29 — Puddle of Mudd — «Drift & Die» — 6 недель
- август 10 — Red Hot Chili Peppers — «By the Way» — 7 недель
- сентябрь 28 — System of a Down — «Aerials» — 1 неделя
- октябрь 5 — Nickelback — «Never Again» — 3 недели
- октябрь 26 — Puddle of Mudd — «She Hates Me» — 1 неделя
- ноябрь 2 — Nirvana — «You Know You're Right» — 4 недели
- ноябрь 30 — 3 Doors Down- «When I’m Gone» — 17 недель

## 2003
- март 29 — Godsmack — «Straight Out of Line» — 2 недели
- апрель 12 — Linkin Park — «Somewhere I Belong» — 1 неделя
- апрель 19 — Audioslave — «Like a Stone» — 12 недель
- июль 12 — Chevelle — «Send the Pain Below» — 4 недели ↓↑
- июль 26 — Trapt — «Headstrong» — 1 неделя
- август 16 — Staind — «So Far Away» — 14 недель
- ноябрь 22 — A Perfect Circle — «Weak and Powerless» — 2 недели
- декабрь 6 — Trapt — «Still Frame» — 1 неделя
- декабрь 13 — Puddle of Mudd — «Away from Me» — 3 недели

## 2004
- январь 3 — Linkin Park — «Numb» — 3 недели
- январь 24 — Nickelback — «Figured You Out» — 13 недель
- апрель 24 — Jet — «Cold Hard Bitch» — 8 недель
- июнь 19 — Velvet Revolver — «Slither» — 9 недель
- август 21 — Three Days Grace — «Just Like You» — 3 недели
- сентябрь 11 — Linkin Park — «Breaking the Habit» — 3 недели
- октябрь 2 — Velvet Revolver — «Fall to Pieces» — 11 недель
- декабрь 18 — Chevelle — «Vitamin R (Leading Us Along)» — 2 недели

## 2005
- январь 1 — Green Day — «Boulevard of Broken Dreams» — 14 недель
- апрель 9 — Audioslave — «Be Yourself» — 7 недель
- май 28 — Mudvayne — «Happy?» — 1 неделя
- июнь 4 — Green Day — «Holiday» — 3 недели
- июнь 25 — Seether — «Remedy» — 8 недель ↓↑
- июль 30 — Foo Fighters — «Best of You» — 4 недели
- сентябрь 17 — Staind — «Right Here» — 2 недели
- октябрь 1 — Nickelback — «Photograph» — 7 недель
- ноябрь 19 — Shinedown — «Save Me» — 12 недель

↓↑ — эти хиты несколько раз поднимались на первое место

## 2006
- февраль 11 — Nickelback — «Animals» (6 недель)
- март 25 — Godsmack — «Speak» (6 недель)
- май 6 — Red Hot Chili Peppers — «Dani California» (12 недель)
- июль 29 — Three Days Grace — «Animal I Have Become» (7 недель)
- сентябрь 16 — Stone Sour — «Through Glass» (7 недель)
- ноябрь 4 — Disturbed — «Land of Confusion» (3 недели)
- ноябрь 25 — Tool — «The Pot» (4 недели)
- декабрь 23 — Three Days Grace — «Pain» (13 недель)

## 2007
- март 24 — Breaking Benjamin — «Breath» (7 недель)
- май 12 — Linkin Park — «What I've Done» (8 недель)
- июль 7 — Ozzy Osbourne — «I Don't Wanna Stop» (5 недель)
- август 11 — Finger Eleven — «Paralyzer» (1 неделя)
- август 18 — Three Days Grace — «Never Too Late» (7 недель)
- октябрь 6 — Foo Fighters — «The Pretender» (6 недель)
- ноябрь 17 — Seether — «Fake It» (14 недель)

## 2008
- февраль 23 — Puddle of Mudd — «Psycho» (9 недель)
- апрель 26 — 3 Doors Down — «It's Not My Time» (3 недели)
- май 17 — Disturbed — «Inside the Fire» (14 недель)
- август 23 — Shinedown — «Devour» (3 недели)
- сентябрь 13 — Theory of a Deadman — «Bad Girlfriend» (1 неделя)
- сентябрь 20 — Metallica — «The Day That Never Comes» (2 недели)
- октябрь 4 — Theory of a Deadman — «Bad Girlfriend» (1 неделя)
- октябрь 11 — Metallica — «The Day That Never Comes» (7 недель)
- ноябрь 29 — AC/DC — «Rock 'n' Roll Train» (3 недели)
- декабрь 20 — Apocalyptica featuring Adam Gontier — «I Don’t Care» (1 неделя)
- декабрь 27 — Shinedown — «Second Chance» (10 недель)

## 2009
- март 7 — Nickelback — «Something in Your Mouth» (4 недели)
- апрель 4 — Metallica — «Cyanide» (2 недели)
- апрель 18 — Papa Roach — «Lifeline» (6 недель)
- май 30 — Green Day — «Know Your Enemy» (3 недели)
- июнь 20 — Shinedown — «Sound of Madness» (3 недели)
- июль 11 — Linkin Park — «New Divide» (8 недель)
- сентябрь 5 — Cavo — «Champagne» (1 неделя)
- сентябрь 12 — Godsmack — «Whiskey Hangover» (3 недели)
- октябрь 3 — Alice In Chains — «Check My Brain» (8 недель)
- ноябрь 28 — Breaking Benjamin — «I Will Not Bow» — (2 недели)
- декабрь 12 — Three Days Grace — «Break» — (11 недель)[8]

## 2010
- февраль 27 — Alice in Chains — «Your Decision» — 8 недель[9]
- апрель 24 — Godsmack — «Cryin' Like a Bitch» — 5 недель
- май 29 — Three Days Grace — «The Good Life» — 5 недель
- июль 3 — Ozzy Osbourne — «Let Me Hear You Scream» — 4 недели
- июль 31 — Shinedown — «The Crow & the Butterfly» — 1 неделя
- август 7 — Disturbed — «Another Way to Die» — 8 недель
- октябрь 2 — Stone Sour — «Say You'll Haunt Me» — 8 недель
- ноябрь 27 — My Darkest Days feat. Zakk Wylde & Chad Kroeger — «Porn Star Dancing» — 2 недели
- декабрь 11 — Three Days Grace — «World So Cold» — 5 недель

## 2011
- январь 15 — Saving Abel — «The Sex Is Good» — 1 неделя
- январь 22 — Alter Bridge — «Isolation» — 7 недель
- март 12 — Shinedown — «Diamond Eyes (Boom-Lay Boom-Lay Boom)» — 3 недели
- апрель 2 — Foo Fighters — «Rope» — 5 недель
- май 7 — Seether — «Country Song» — 10 недель
- июль 16 — Sixx:A.M. — «Lies of the Beautiful People» — 2 недели
- июль 30 — Avenged Sevenfold — «So Far Away» — 3 недели
- август 20 — Theory of a Deadman — «Lowlife» — 3 недели
- сентябрь 10 — Foo Fighters — «Walk» — 4 недели
- октябрь 8 — Staind — «Not Again» — 7 недель↓↑
- ноябрь 5 — Seether — «Tonight» — 1 неделя
- декабрь 3 — Chevelle — «Face to the Floor» — 12 недель

## 2012
- 25 февраля — Shinedown — «Bully» — 12 недель
- 19 мая — Soundgarden — «Live to Rise» — 6 недель
- 30 июня — Linkin Park — «Burn It Down» — 1 неделя
- 7 июля — Слэш при участии Myles Kennedy & The Conspirators — «You're a Lie» — 2 недели
- 21 июля — Volbeat — «Still Counting» — 2 недели
- 4 августа — Shinedown — «Unity» — 4 недели
- 1 сентября — Five Finger Death Punch — «Coming Down» — 2 недели↓↑
- 8 сентября — Adelitas Way — «Criticize» — 1 неделя
- 22 сентября — Three Days Grace — «Chalk Outline» — 13 недель[10]
- 22 декабря — Soundgarden — «Been Away Too Long» — 7 недель[11]

## 2013
- 9 февраля — Volbeat — «Heaven nor Hell» — 1 неделя[12]
- 16 февраля — All That Remains — «Stand Up» — 2 недели[13]
- 2 марта — Alice in Chains — «Hollow» — 1 неделя[14]
- 23 марта — Young Guns — «Bones» — 1
- 30 марта — Alice in Chains — «Hollow» — 2
- 13 апреля — Halestorm — «Freak Like Me» — 2
- 27 апреля — Three Days Grace — «The High Road» — 1
- 4 мая — Soundgarden — «By Crooked Steps» — 2
- 18 мая — Device — «Vilify» — 2
- 1 июня — Volbeat — «The Hangman’s Body Count» — 3
- 22 июня — Alice in Chains — «Stone» — 3 недели[15]
- 13 июля — Pop Evil — «Trenches» Pop Evil» — 4 недели[16]
- 10 августа — Five Finger Death Punch — «Lift Me Up»» — 1[17]
- 17 августа — Stone Temple Pilots — «Out Of Time» — 1[18]
- 24 августа — Avenged Sevenfold — «Hail to the King» — 10
- 2 ноября — Three Days Grace — «Misery Loves My Company» — 1
- 16 ноября — Korn — «Never Never» — 3
- 7 декабря — Volbeat — «Lola Montez» — 1
- 14 декабря — Five Finger Death Punch — «Battle Born» — 2[19]
- 28 декабря — Pop Evil — «Deal with the Devil» — 1[20]

## 2014
- 4 января — Five Finger Death Punch — «Battle Born» — 3 (5)[19]
- 25 января — Stone Sour — «Tired» — 1
- 1 февраля — Avenged Sevenfold — «Shepherd of Fire» — 7[21]
- 22 марта — The Pretty Reckless — «Heaven Knows» — 5
- 26 апреля — Chevelle — «Take Out the Gunman» — 3
- 17 мая — Linkin Park featuring Rakim — «Guilty All the Same» — 3
- 7 июня — Pop Evil — «Torn to Pieces» — 2
- 21 июня — Three Days Grace — «Painkiller» — 4[22]
- 19 июля — Seether — «Words As Weapons» — 5[23]
- 23 августа — Godsmack — «1000hp» — 3
- 13 сентября — The Pretty Reckless — «Messed Up World (F'd Up World)» — 1
- 20 сентября — Linkin Park — «Until It's Gone» — 1[24]
- 27 сентября — The Pretty Reckless — «Messed Up World (F'd Up World)» — 3
- 18 октября — Slash и Myles Kennedy & The Conspirators — «World on Fire» — 1
- 25 октября — Nickelback — «Edge of a Revolution» — 2[25]
- 8 ноября — Foo Fighters — «Something from Nothing» — 13

## 2015
| Дата      | Песня                      | Исполнитель                              | Число недель на № 1 | Ссылки |
| 2015      | 2015                       | 2015                                     | 2015                | 2015   |
| --------- | -------------------------- | ---------------------------------------- | ------------------- | ------ |
| 7 февраля | «I Am Machine»             | Three Days Grace                         | 6                   | [ 26 ] |
| 21 марта  | «Face Everything and Rise» | Papa Roach                               | 1                   | [ 27 ] |
| 28 марта  | «Apocalyptic»              | Halestorm                                | 1                   | [ 28 ] |
| 4 апреля  | «Congregation»             | Foo Fighters                             | 3                   | [ 29 ] |
| 25 апреля | «Coming for You»           | The Offspring                            | 1                   | [ 30 ] |
| 2 мая     | «Follow Me Down»           | The Pretty Reckless                      | 1                   | [ 31 ] |
| 9 мая     | «Heavy Is the Head»        | Zac Brown Band при участии Chris Cornell | 2                   | [ 32 ] |
| 23 мая    | «Failure»                  | Breaking Benjamin                        | 9                   | [ 33 ] |
| 25 июля   | «Little Monster»           | Royal Blood                              | 1                   | [ 34 ] |
| 1 августа | «Amen»                     | Halestorm                                | 1                   | [ 35 ] |
| 8 августа | «Cut the Cord»             | Shinedown                                | 3                   | [ 36 ] |